# José Santugini
José Santugini (Toledo, 12 de septiembre de 1903 – Madrid, 1 de abril de 1958) fue humorista, escritor cinematográfico, guionista y director de una única película. La parte más conocida de su actividad es la de su asociación con Ladislao Vajda con el que colaboró como guionista en algunos de los títulos más señeros del cine español de la década de 1950.

## Biografía
José Santugini Parada es uno de los humoristas menos conocidos de la generación que surgió de las páginas de la revista "Buen Humor". Esto se debe, seguramente, a que sus centenares de cuentos nunca fueron publicados en forma de libro, a que no consiguió un triunfo rotundo en el teatro y a que su carrera como director cinematográfico no tuvo continuidad tras su debut en vísperas del 18 de julio de 1936 con Una mujer en peligro (1936).
Al finalizar la guerra civil española escribió para Rafael Gil Viaje sin destino y realizó la adaptación de La torre de los siete jorobados que dirigió Edgar Neville. Su prestigio como guionista proviene, sin embargo, de su asociación con Ladislao Vajda para el que escribió siete películas, la mayoría de ellas en el seno de la productora Chamartín. Títulos entre los que destacan el mosaico policíaco Séptima página (1951), la adaptación metalingüística de la zarzuela Doña Francisquita (1952), la obra maestra del bandolerismo Carne de horca (1953), la sólida españolada Tarde de toros (1955), la tragedia grotesca Mi tío Jacinto (1956) y la desasosegante El cebo (1958).
En las necrologías que lamentaron su prematura muerte en Madrid, el 11 de abril de 1958, se afirma que Santugini es “acaso el mejor guionista cinematográfico que en la actualidad poseía nuestro país”.

## Premios
Medallas del Círculo de Escritores Cinematográficos
| Año  | Categoría                | Película                     | Resultado |
| ---- | ------------------------ | ---------------------------- | --------- |
| 1951 | Mejor guion              | Séptima página               | Ganador   |
| 1953 | Mejor guion              | Carne de horca               | Ganador   |
| 1956 | Mejor guion              | Tarde de toros               | Ganador   |
| 1960 | Mejor argumento original | El hombre que perdió el tren | Ganador   |

## Filmografía como director
- Una mujer en peligro (1936)

## Filmografía como guionista
- Una mujer en peligro (1936)
- Viaje sin destino (1942)
- La torre de los siete jorobados (1944)
- Doce lunas de miel (1944)
- Brigada criminal (1950)
- Séptima página (1950)
- Ronda española (1952)
- El deseo y el amor (1952)
- Doña Francisquita (1953)
- Carne de horca (1953)
- Congreso en Sevilla (1955)
- Tarde de toros (1956)
- Mi tío Jacinto (1956)
- La estrella del rey (1957)
- Un ángel pasó por Brooklyn (1957)
- El cebo (1958)
- El marido (1959)
- Las de Caín (1959)
- S.O.S., abuelita (1959)
- El hombre que perdió el tren (1960)